# 莒光鄉
25°58′19″N 119°55′58″E / 25.9719667°N 119.9326833°E
莒光鄉（馬拼：Kȳ-kuong-hyong，平話字：Gṳ̄-guŏng-hiŏng），原稱東沙鄉、白犬鄉，位於馬祖列島南部，原屬長樂縣，現屬中華民國福建省連江縣的一鄉。由東莒島、西莒島兩島所組成。

## 歷史

### 名稱
莒光舊名白犬、白肯（「肯」為福州話「犬」之擬音），因其二島山形如二狗，東島稱東犬島，西島稱西犬島，合稱「白犬列島」。
1971年國軍接管更名為莒光鄉，寓意「毋忘在莒」，東犬島、西犬島因此更名為東莒島、西莒島。
當地住民常以「東島」、「西島」稱東莒、西莒。

### 沿革
民國三十五年（1946年），置东沙乡，屬福建省長樂縣。
1949年12月，改东沙乡公所为白肯乡公所。
1950年10月，設馬祖行政公署，白肯鄉改為白肯區，並隸屬馬祖行政公署。
1953年8月，馬祖行政公署改為閩東北行政公署，並管轄縣府遭佔的連江、長樂兩縣。而將長樂縣政府移設於白肯區内。同年9月，将“白肯区”划分为“白肯镇”、“东肯乡”和“东湧乡”；1954年東湧鄉改隸羅源縣。
1955年7月，閩東北行政公署改為第一行政督察區。隔年7月，第一行政督察區及長樂縣裁撤，兩鄉鎮改隸連江縣，並改名「西犬鄉」、「東犬鄉」。
1960年，中華民國政府将“西犬乡”和“东犬乡”合并为“白犬鄉”。
1971年，中華民國政府将“白犬鄉”更名“莒光乡”，以示“毋忘在莒”。

## 地理

### 位置
莒光鄉由東莒島及西莒島組成，為連江縣（馬祖）最南端的鄉。由兩個主島及數個無人小島组成，位於福建閩江口之外，西距閩江口梅花約二十五公里，南距平潭島約38公里，北距馬祖本島約26公里，東距台灣基隆約180公里。
舊名「東河」、「下沙」、「東肯」、「東犬」的東莒島，位處馬祖列島的最南端，總面積只有2.64平方公里。因島嶼四周多峽灣港澳，極富漁獲之利，加上地勢平坦，有較大的地方可栽培青果蔬菜，形成一個自給自足的小海島。目前東莒僅有「大坪」、「福正」二個村落，人口只有300人左右。
西莒岛面积约3平方公里。与東莒島相距2公里。

### 人口
根據連江縣政府民政處及內政部戶政司統計，2024年底莒光鄉戶數計有354戶，人口計有1,518人，是連江縣人口最少的行政區。鄉內人口最多與最少的村分別是大坪村與西坵村，2024年底兩村人口分別為536人與122人，其中西坵村也是連江縣人口最少的村。不同於連江縣其他地區，莒光鄉的人口老化與少子化問題較為嚴重，2024年底時，莒光鄉人口中0至14歲人口佔比僅有4.87%，15至64歲人口佔比75.76%，65歲以上人口則佔比19.37%，老化指數約為397.30%，是連江縣人口最高齡的行政區，也是中華民國幼年人口佔比最低的鄉。

## 政治

### 歷任首長

#### 東沙鄉時期
| 任次 | 姓名   | 備註 |
| ---- | ------ | ---- |
| 1    | 王如玉 |      |
| 2    | 陳英傑 |      |
| 3    | 陳祥彬 |      |
| 4    | 陳家錞 |      |

#### 白肯鄉時期
| 任次 | 姓名   | 備註 |
| ---- | ------ | ---- |
| 1    | 林功庸 |      |

#### 白肯區時期
| 任次 | 姓名   | 備註 |
| ---- | ------ | ---- |
| 1    | 林功庸 |      |
| 2    | 陳道茂 |      |

#### 長樂縣時期
| 任次   | 姓名    | 備註 |
| ------ | ------- | ---- |
| 縣長   | 邱德齡  |      |
| 白肯鎮 | 1陳人偉 |      |
| 白肯鎮 | 2陳道茂 |      |
| 東肯鄉 | 1林守基 |      |
| 東肯鄉 | 2林受長 |      |
| 東湧鄉 | 1陳家錞 |      |

#### 東犬鄉.西犬鄉時期
| 任次   | 姓名    | 備註 |
| ------ | ------- | ---- |
| 東犬鄉 | 1林受長 |      |
| 東犬鄉 | 2李貴立 |      |
| 西犬鄉 | 1陳家錞 |      |

#### 白犬鄉時期
| 任次 | 姓名   | 備註 |
| ---- | ------ | ---- |
| 1    | 陳家錞 |      |
| 2    | 林作舟 |      |
| 3    | 薛繼廉 |      |
| 4    | 李貴立 |      |
| 5    | 陳一鵬 |      |

#### 莒光鄉時期
| 任次 | 姓名   | 備註 |
| ---- | ------ | ---- |
| 1    | 陳一鵬 | 派任 |
| 2    | 林柏仁 | 派任 |
| 1    | 林茂春 | 民選 |
| 2    | 陳建光 |      |
| 3    | 陳樂團 |      |
| 4    | 曹爾思 |      |
| 5    | 王大捷 |      |
| 6    | 姜繼興 |      |
| 7    | 王大捷 |      |
| 8    | 柯玉官 |      |
| 9    | 柯玉官 |      |
| 10   | 謝春欗 |      |
| 11   | 謝春欗 | 現任 |

### 鄉政組織
莒光鄉公所是莒光鄉最高層級的地方行政機關，在中華民國政府架構中為鄉自治的行政機關，同時負責執行縣政府及中央機關委辦事項，莒光鄉的自治監督機關為連江縣政府。鄉長由全體鄉民直接選舉產生，任期為四年，可連選連任一次。莒光鄉公所並置鄉政會議，為鄉政最高決策機構，在鄉長之下，設有4課2室等6個內部單位。
莒光鄉民代表會是莒光鄉的最高民意機關，代表莒光鄉全體鄉民立法和監察鄉政。鄉民代表由公民直選選出，任期為四年，可連選連任。莒光鄉民代表會共有5位鄉民代表，選區劃分上為不分區，主席、副主席由5位鄉民代表互選產生。
莒光鄉為連江縣議會第三選區，在連江縣議會9席縣議員中，莒光鄉共選出1席縣議員。

### 行政區
莒光鄉現有5村21鄰，包括西莒島的青帆、西坵、田沃，以及東莒島的大坪、福正。其中位於西莒島南部的青帆村為鄉公所所在地。
- 大坪村（舊名熾坪 tshieh pàng）
- 西坵村（舊名西墿 se tuô）
- 福正村（舊名滬裡 huô tiē）
- 田沃村（舊名畻澳 tshèing ǒ）
- 青帆村（舊名青蕃 tshiang huang）

## 教育

### 國民中學
- 連江縣立敬恒國民中學

### 國民小學
- 連江縣莒光鄉東莒國民小學
- 連江縣莒光鄉敬恒國民小學

## 交通
- 南竿開往莒光交通船：每日3班，非莒光鄉居民的單程票價為250元。(2022/01/01實施)
- 莒光開往南竿交通船：每日3班，單月由西莒發船，經東莒前往南竿；雙月則由東莒發船，經西莒前往南竿。
- 西莒、東莒對開交通船：每日來回各4班，非莒光居民的單程票為80元。

## 旅遊

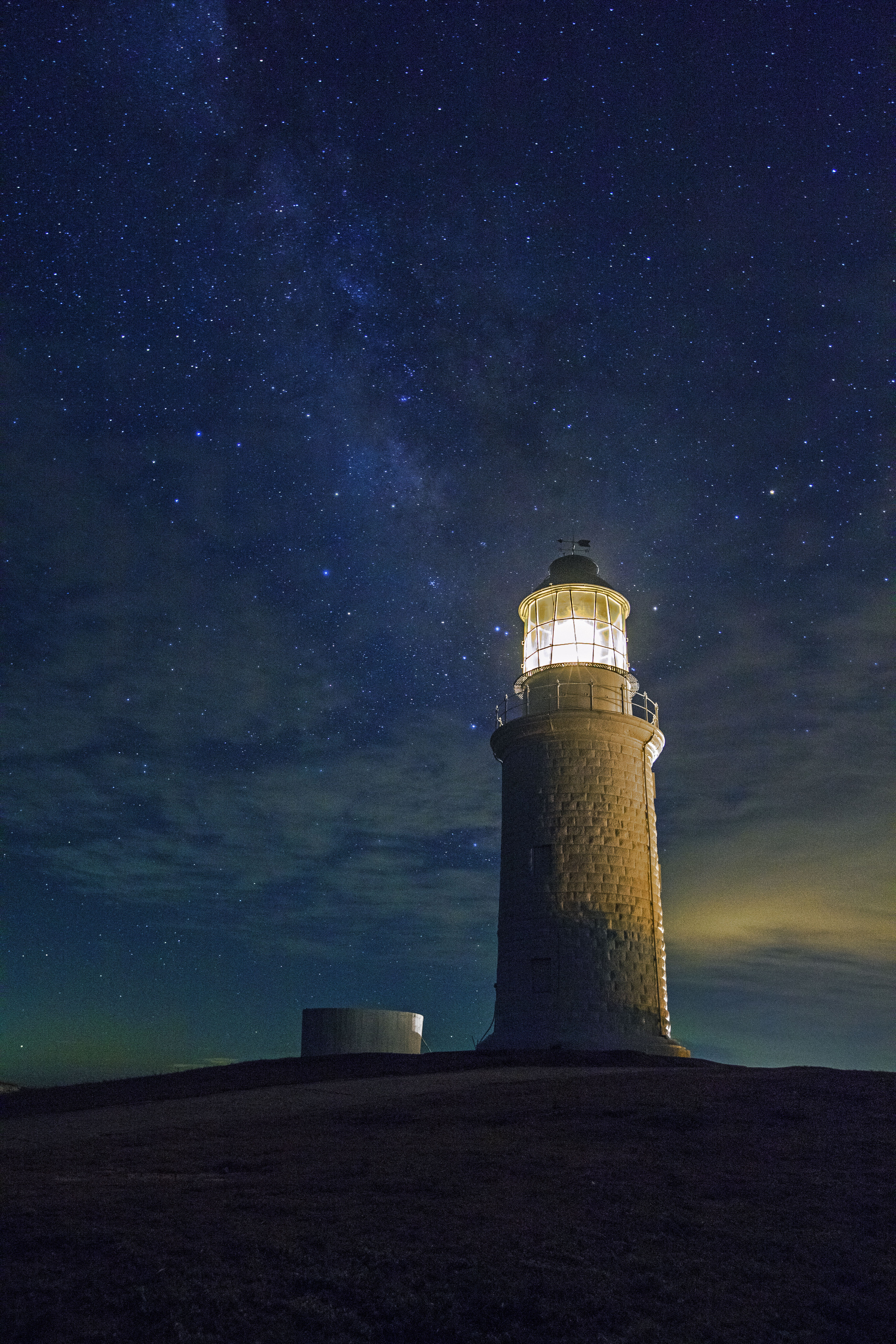
東犬燈塔又名東莒燈塔，建於清同治11年（1872年），是目前中華民國自由地區內第一座使用花崗岩建造的燈塔。

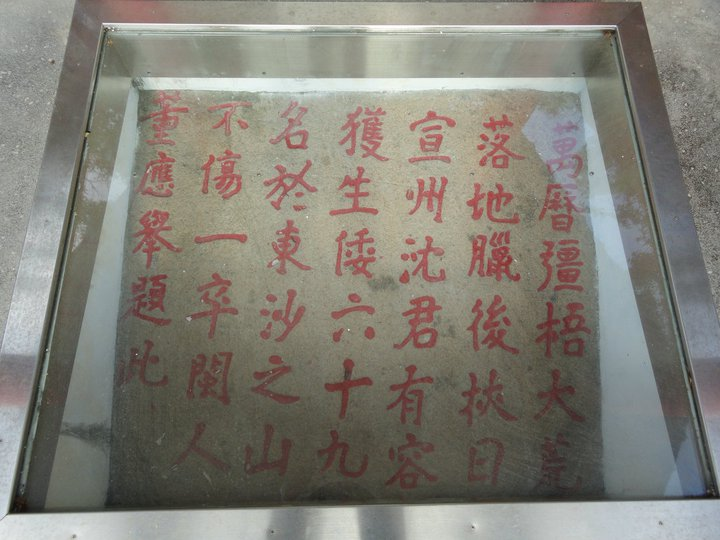
大埔石刻刻文上記載明代萬曆年間，沈有容擊敗日本船隊的事蹟，由董應舉題文於此。

- 大埔聚落
- 蛇島燕鷗保護區
- 威武陳元帥廟
- 福正聚落
- 大埔石刻
- 東犬燈塔
- 菜埔澳
- 猛澳港
- 莒光花蛤節
- 西莒方塊海

## 美食
- 花蛤
- 魚丸
- 海鋼盔
- 黃金餃(地瓜餃)
- 豆腐
- 佛手
- 淡菜
- 蠑螺、粗螺
- 藤壺

## 特產
- 國利豆腐
- 馬祖老酒（黃酒，分別為民眾自釀與馬祖酒廠）
- 放山雞
- 八八坑道高粱酒
- 東湧陳高

## 外部連結
- 馬祖國家風景區 － 莒光鄉介紹 （页面存档备份，存于）
- 馬祖莒光之美--莒光鄉公所 （页面存档备份，存于）